# Des Kaisers neue Walzer
Des Kaisers neue Walzer ist die dritte Oper von Alma Deutscher. Nachdem das Salzburger Landestheater mehrere Werke von Alma Deutscher aufgeführt hatte, erteilte es 2019 der Künstlerin den Auftrag für eine neue Oper. Im März 2023 erfolgte die Uraufführung ebendort. Das Werk wird von seiner Autorin als romantische musikalische Komödie bezeichnet. Die Liedtexte stammen von Nina Schneider, die Dialoge von Nina Schneider, Guy Deutscher und Alma Deutscher.

## Handlung
Dieser Abschnitt folgt der Audioeinführung des Landestheaters, leicht gekürzt.
Die musikalische Komödie erzählt von einem Paar, das kaum unterschiedlicher sein könnte und der verbindenden Kraft der Klänge. Leonie ist die Tochter des reichen Modemoguls Josef Kaiser, Jonas ein Gärtner, der in Kaisers Anwesen arbeitet. Nach außen hin haben die beiden wenig gemeinsam, es verwundert also nicht, dass sie sich gegenseitig nicht ausstehen können. Was sie allerdings verbindet, ist ihre Liebe zur Musik. Während Jonas sich die Zeit mit dem Spielen von selbst komponierten Melodien auf seiner Gitarre vertreibt, möchte Leonie am liebsten ihre Leidenschaft zum Beruf machen und an der Musikakademie studieren. Doch ihr Vater, Josef Kaiser, hat andere Pläne für sie. Als Aushängeschild der Modefirma, soll sie sich ganz in den Dienst des Unternehmens stellen, denn diese steht gerade vor einem großen Umbruch. Die Marke Kaiser soll ihre erste Haute Couture Kollektion vorstellen und damit einen Imagewechsel vollziehen. Außerdem soll im Rahmen der Modenschau die Verlobung von Rudof Kaiser mit der Musikwissenschaftlerin Dr. Theodora Meadows und die von Leonie Kaiser mit dem Komponisten und Direktor der Musikakademie Prof. Sir Anthony Swindelle gefeiert werden. Durch die bevorstehende Hochzeit, so erhofft sich Kaiser, soll Hochkultur in die Familie einziehen. Was Kaiser und Leonie jedoch nicht ahnen ist, dass Theodora und Anthony nur hinter dem Reichtum des Kaiser-Imperiums her sind und eine geheime Affäre miteinander haben. Als Leoni gegen den Willen ihres Vaters verkleidet als Junge die Akademie besucht, trifft sie dort zu ihrem Erstaunen auf Jonas. Gemeinsam kommen die beiden Theodoras und Anthonies perfidem Plan auf die Schliche und müssen nun zusammen arbeiten, um die bevorstehende Verlobung zu verhindern. 
Wie bereits in Alma Deutschers Cinderella, wo das Märchen der Gebrüder Grimm in eine musikalische Welt verfrachtet wurde, steht auch in diesem neuen Werk eine junge Frau im Mittelpunkt, deren ganzes Leben von Musik erfüllt ist. Das Zusammentreffen der verschiedenen Welten Arm und Reich, Haute Couture und Alltagsmode, die sogenannte Hochkultur und Popkultur, drückt sich nicht nur in der Handlung, sondern auch auf musikalischer Ebene aus, in dem Alma Deutscher ihren Kompositionsstil konsequent weiterentwickelt und erweitert. Das Aufeinanderprallen zweier Welten zeigt sich schon in der Besetzung der beiden Hauptrollen. Während die Figur Leonie für eine im klassischen Gesang ausgebildete Sängerin geschrieben ist, orientiert sich die Figur des Jonas an der Ästhetik des Musicals und der Popmusik, und wird auch dementsprechend besetzt. Auch wird, für die klassische Oper eher unüblich, mit elektronischer Verstärkung der Sängerinnen und Sänger gearbeitet. So verschwimmen in des Kaisers neue Walzer die scheinbar klar gesetzten Grenzen der unterschiedlichen Stile. 
Auch wenn es sich bei Des Kaisers neue Walzer um keine direkte Adaption von Hans Christian Andersens 1837 erschienen Märchens Des Kaisers neue Kleider handelt, so spielt die musikalische Komödie mit Motiven der Erzählung. Die Geschichte, in der es um Menschen geht, die sich um mehr ausgeben wollen, als sie eigentlich sind, die mehr auf Labels und Etiketten achten als auf individuelle Werte, greift ein zeitloses Thema auf. Kategorien und Schubladendenken können uns natürlich helfen, Eindrücke zu ordnen und alles, was um uns herum geschieht, besser zu verstehen. Sie können aber auch zum Gefängnis werden, wenn man ihnen ohne Flexibilität begegnet. Im Zusammenschluss der unterschiedlichen Welten ist Des Kaisers neue Walzer auch eine Einladung, spielerisch mit festgefahrenen Grenzen umzugehen.

## Aufführung
An der Salzburger Aufführung waren beteiligt:
Musikalische Leitung: Katharina Wincor, Inszenierung: Christina Piegger, Ausstattung: Laura Malmberg, Paul Sturminger, Dramaturgie: Thomas Rufin. Das Mozarteumorchester Salzburg, der Chor und der Kinderchor des Landestheaters Salzburg. 
Ausschnitte findet man auf YouTube.

## Rezension
Die meisten Kritiken waren negativ, wohlwollend besprach Franziska Stürz beim Deutschlandfunk das Werk. Sie ließ Alma Deutscher selbst zu Wort kommen, die ihre Abneigung gegen die melodielose Welt der sogenannten zeitgenössischen klassischen Musik zum Ausdruck brachte. Franziska Stürz lobte die Darstellung des musikalischen Gegensatzes von Klassik und Pop bzw. Musical, außerdem die vielen Zitate aus Werken von Wolfgang Amadeus Mozart, Richard Strauss u. a. Auch die oft gewaltige Instrumentierung gefiel ihr. Weniger überzeugt war sie von der Handlung („Disney lässt grüßen“) und besonders vom Schluss: Das Happy End ist zu vorhersehbar und viel zu lang. Zusammengefasst: Publikumstauglichkeit auf „RTL Level“.